# Accijns

Affiche 'De accijnzen op zoek naar alkool', ca. 1919-1921, collectie Jenevermuseum Hasselt

Accijns of verbruiksbelasting is een vorm van indirecte belasting, die wordt geheven op de verkoop van bepaalde (verbruiks)goederen. In Nederland en België is vooral sprake van accijns op alcoholische dranken, frisdranken, tabak en brandstoffen (bijvoorbeeld benzineaccijns). In het verleden zijn ook wel andere producten met accijns belast geweest, zoals suiker en keukenzout. 
Accijns wordt over het algemeen geheven over de hoeveelheid van het product en niet over de waarde daarvan. Dit in tegenstelling tot bijvoorbeeld de btw, de belasting over de toegevoegde waarde. Bij accijnsgoederen wordt de btw geheven over het totale bedrag inclusief de accijns. In Nederland worden accijnzen geheven op grond van de Wet op de accijns.

## Doel
Het oorspronkelijke doel van accijnzen is het verschaffen van inkomsten aan de staat. Het voornaamste doel is langzamerhand echter de ontmoediging van het gebruik van bepaalde zaken geworden, bijvoorbeeld omdat het ongezond of slecht voor het milieu is.

## Soorten accijns
Bij de invoering van de interne Europese markt mogen vanaf 1 januari 1993 alleen accijnzen worden geheven op producten als benzine, tabak en alcohol.

### Brandstofaccijns
Op zowel benzine als diesel wordt accijns geheven. Deze is direct in de prijs verwerkt en wordt geheven per liter.

### Tabaksaccijns
Om het roken te ontmoedigen heft de overheid ook accijns op tabak. Voor sigaren, sigaretten en rooktabak gelden aparte tarieven.

### Alcoholaccijns
De hoogte van de alcoholaccijns is afhankelijk van het soort product, waarbij over het algemeen geldt dat hoe hoger het alcoholpercentage van een drank, hoe meer accijns erover wordt geheven.

## Opbrengst in Nederland
In Nederland brengen de accijnzen jaarlijks zo'n 12 miljard euro op. De belangrijkste accijnsinkomsten komen van benzine en minerale oliën, gevolgd door tabak.
| Jaar | Benzine | Overige minerale oliën | Alcohol | Bier | Wijn/ mousserende dranken | Tabak | Tussen-producten | Totaal |
| ---- | ------- | ---------------------- | ------- | ---- | ------------------------- | ----- | ---------------- | ------ |
| 1995 | 2708    | 1608                   | 408     | 278  | 109                       | 1327  | 39               | 6.477  |
| 2000 | 3151    | 2139                   | 397     | 263  | 139                       | 1590  | 34               | 7.713  |
| 2005 | 3835    | 2585                   | 373     | 297  | 200                       | 2000  | 37               | 9.327  |
| 2010 | 4067    | 3592                   | 331     | 389  | 274                       | 2437  | 30               | 11.120 |
| 2015 | 4109    | 3757                   | 314     | 451  | 329                       | 2222  | 25               | 11.207 |
| 2016 | 4226    | 3862                   | 324     | 446  | 333                       | 2491  | 25               | 11.707 |
| 2017 | 4293    | 3875                   | 331     | 447  | 323                       | 2397  | 23               | 11.689 |
| 2018 | 4472    | 3919                   | 342     | 457  | 325                       | 2669  | 22               | 12.206 |
| 2019 | 4574    | 3887                   | 331     | 422  | 310                       | 2547  | 20               | 12.091 |
| 2020 | 3888    | 3483                   | 321     | 384  | 309                       | 3178  | 20               | 11.583 |

## Andere vergelijkbare heffingen

### Wet op de verbruiksbelasting van alcoholvrije dranken
In Nederland werd sinds 1972 een frisdrankenaccijns geheven. Deze is later uitgebreid tot mineraalwater, vruchtensappen en siropen. Door de interne Europese markt heeft de Nederlandse regering de naam van deze accijns per 1 januari 1993 gewijzigd in een "verbruiksbelasting" (wel is overigens per 1993 de suikeraccijns afgeschaft). Deze belasting wordt geregeld in de Wet op de verbruiksbelasting van alcoholvrije dranken. In 2018 bracht deze belasting zo'n 278 miljoen euro op.

#### Verbruiksbelasting op alcoholvrije dranken in Nederland
In hieronderstaande tabel worden de huidige tarieven per liter gegeven (excl. 9% btw). Opvallend is dat er op drinkyoghurts en chocolademelk geen verbruiksbelasting wordt geheven.
| Vruchten- en groentesap, mineraalwater, melkvervangers (m.u.v. sojamelk) en limonade/frisdrank | € 0,2613 (tot 1 januari 2024 € 0,083) per liter |
| Limonadesiropen                                                                                | € 0,333 per liter                               |
| Drinkyoghurts                                                                                  | geen                                            |
| Chocolademelk                                                                                  | geen                                            |
| Koffie                                                                                         | geen                                            |
| Thee                                                                                           | geen                                            |
| (Karne-)melk                                                                                   | geen                                            |

#### Accijns op alcoholvrije dranken in België
In hieronderstaande tabel worden de accijnzen op alcoholvrije dranken gegeven (2021, excl. btw). Opvallend is dat er ook op thee en kruidenthee accijns moet betaald worden, deze vallen onder de verschillende rijen 'substanties voor bereiding van'.
| Vruchten- en groentesap, mineraalwater                                                         | geen                 |
| Limonades en frisdranken, zowel light (met zoetstoffen) als gesuikerd                          | € 0,119233 per liter |
| Substanties voor bereiding van limonades en frisdranken, zowel light als gesuikerd (vloeibaar) | € 0,715405 per liter |
| Substanties voor bereiding van limonades en frisdranken, zowel light als gesuikerd (vast)      | € 1,192343 per kg    |
| Gearomatiseerd water zonder suiker of zoetstoffen                                              | € 0,068133 per liter |
| Substanties voor bereiding van gearomatiseerd water zonder suiker of zoetstoffen (vloeibaar)   | € 0,408803 per liter |
| Substanties voor bereiding van gearomatiseerd water zonder suiker of zoetstoffen (vast)        | € 0,681339 per kg    |
| Alcoholvrij bier, wijn of andere gegiste dranken (=< 1,2 % vol)                                | € 0,037519 per liter |
| Ongebrande koffie                                                                              | € 0,2001 per kg      |
| Gebrande koffie                                                                                | € 0,2502 per kg      |
| Extracten van koffie                                                                           | € 0,7004 per kg      |
| Melk, sojamelk en rijstmelk                                                                    | geen                 |

### Verpakkingsaccijns
In landen als België en Duitsland wordt accijns ook gebruikt in het milieubeleid. De verpakkingsheffing in België voor wegwerpverpakkingen bedraagt € 0,0986 per liter drank, voor herbruikbare verpakkingen is dit € 0,0141 per liter drank. In Nederland kende men sinds 1 januari 2008 de verpakkingenbelasting. In 2013 verdween deze weer en werd vervangen door een afvalbeheersbijdrage aan het afvalfonds verpakkingen.

### Vettaks
In Denemarken werd in 2011 een vettaks ingevoerd op ongezonde levensmiddelen. Een jaar na de invoering van de vettaks werd deze weer afgeschaft. De maatregel bleek duur en de Denen veranderden hun eetgewoonten niet. Tegen deze achtergrond heeft Denemarken besloten de vettaks weer af te schaffen en de geplande suikerbelasting te annuleren.
Voorstanders van de "vettaks" pleiten dat ongezond eten ontmoedigd zou moeten worden om dezelfde redenen dat roken en drinken ontmoedigd worden: vanwege individuele gezondheidsrisico's, maar ook om voor de samenleving de hoge medische kosten te verlagen voor het bestrijden van gerelateerde ziekten en arbeidsuitval. Tegenstanders zijn van mening dat burgers zelf verantwoordelijk zijn voor hun eetgedrag en dat het geen taak van de overheid is zich met het privéleven van mensen te bemoeien.